# Кобилякова Антоніна Георгіївна
Антоніна Георгіївна Кобилякова (нар. 6 лютого 1947, с. Степне Середино-Будського району (з 2020 року Ямпільської селищної громади Шосткинського району) Сумської області — пом. 11 вересня 2023, м. Шостка, Сумська область, Україна) — український педагог, директорка спеціалізованої школа І-ІІІ ступенів № 1 м. Шостка (1983—2023), Відмінник освіти України, Заслужений працівник освіти України.

## Життєпис
Антоніна Кобилякова народилася 6 лютого 1947 року в селі Степне Середино-Будського району (з 2020 року Ямпільської селищної громади Шосткинського району) Сумської області в родині службовців. 1953 року вступила до першого класу Степнівської середньої школи, яку закінчила в 1964 році. Того ж року розпочала свою трудову діяльність із посади вожатої Антонівської школи Ямпільського району. У 1965 році вступила на філологічний факультет Сумського державного педагогічного інституту імені А. С. Макаренка, який закінчила в 1970 року. Відтоді працювала на посаді організатора позакласної роботи в Дніпропетровській області. У 1971 році вийшла заміж і переїхала до Шостки на рідній Сумщині. Цього ж року була прийнята вчителем української мови та літератури в середню загальноосвітню школу № 1. Протягом трудової діяльності обіймала посади учителя, педагога-організатора, заступника з навчально-виховної роботи. З 1983 року — незмінно очолювала Шосткинську спеціалізовану школу І-ІІІ ступенів № 1. Померла 11 вересня 2023 року на 77-му році життя в Шостці, де й похована.

## Нагороди та відзнаки
- Заслужений працівник освіти України (2002).
- Переможець І (міського) та дипломант II (обласного) етапів Всеукраїнського конкурсу «Учитель року — 2001» у номінації «Керівник навчального закладу».
- Спеціаліст вищої категорії, учитель-методист української мови і літератури.